# Voy a quedarme
Voy a quedarme (spanisch für Ich werde bleiben) ist ein Popsong, den der spanische Sänger Blas Cantó mit Dan Hammond, Daniel Ortega und Leroy Sánchez schrieb. Mit dem Titel vertrat Cantó Spanien beim Eurovision Song Contest 2021 in Rotterdam.

## Hintergrund und Produktion
Im März 2020 gab die Rundfunkanstalt RTVE bekannt, dass Blas Cantó Spanien beim Eurovision Song Contest 2021 vertritt, nachdem der Wettbewerb 2020 aufgrund der fortschreitenden COVID-19-Pandemie abgesagt worden war. In der am 20. Februar stattfindenden Show Destino Eurovision 2021 wurde mit 58 % der Stimmen der Titel Voy a quedarme als Wettbewerbsbeitrag ausgewählt.
Der Titel wurde von Cantó gemeinsam mit Dan Hammond, Daniel Ortega und Leroy Sánchez geschrieben. Produziert wurde er von Cantó und Ricky Furiati. Die Abmischung erfolgte durch Oliver Som, für das Mastering war Kevin Peterson zuständig.

## Musik und Text
Laut Cantó ist der Titel in einer Zeit entstanden, in der er den Verlust mehrerer wichtiger Menschen zu bedauern hatte. Voy a quedarme sei ein Titel, der von allem handele, was derzeit passiere. Es sei wichtig, im Hier und Jetzt zu bleiben. Cantó wolle das Lied seiner Großmutter widmen, führte aber auch aus, dass es kein trauriges Lied sein solle.
Stilistisch ist der Titel eine Ballade, die modern ist, jedoch Elemente klassischer Balladen enthält. Der Titel ist im gewöhnlichen Format aufgebaut, in dem sich zwei Strophen und ein Refrain mit Pre-Chorus abwechseln. Nach der letzten Wiederholung des Refrains kommt eine Bridge, woraufhin ein Outro folgt, das mit den letzten drei Zeilen des Refrains identisch ist. Die Studioversion ist bereits ab der ersten Strophe instrumentiert. Bei der spanischen Vorentscheidung sang Cantó die erste Strophe a cappella.

## Beim Eurovision Song Contest
Als Mitglied der „Big Five“ war Spanien bereits für das Finale des Eurovision Song Contest gesetzt, das am 22. Mai 2021 stattfand. Die Choreografie werde von Marvin Dietmann entwickelt. Begleitsänger sind Alba Gil, Héctor Artiles, Daira Monzón, Irene Alman und Daniel Ortega, die Cantó bereits bei der Vorentscheidung begleitet hatten.
Cantó kündigte an, den Titel nur für den Wettbewerb zu überarbeiten, weshalb es keine weitere kommerzielle Veröffentlichung geben werde. Der A-capella-Einstieg solle jedoch erhalten bleiben.
Im Finale des Eurovision Song Contest erreichte das Lied schließlich den 24. Platz. Von der Jury erhielt es zunächst 6 Punkte und war damit auf Platz 24, durch das Televoting kamen dann von den Zuschauern aber keine weiteren Punkte hinzu, weshalb das Lied auf dem drittletzten Platz verblieb.

## Veröffentlichung
Die Single erschien als Download am 10. Februar 2021 bei Warner Music. Am 23. April veröffentlichte der Sänger eine englischsprachige Version mit dem Titel I'll Stay. Am 18. Mai wurde das Lied in einer Akustikversion erneut veröffentlicht, in der Cantó von James Newman begleitet wird.